# ولوپارک لندن
 ولوپارک لندن  (به انگلیسی: London Velopark) ورزشگاهی در شهر لندن است که مخصوص مسابقات دوچرخه‌سواری ساخته شده و بخشی از مجموعه المپیک پارک لندن است.
این ورزشگاه مخصوص بازی‌های المپیک تابستانی ۲۰۱۲ برای برگزاری مسابقات دوچرخه‌سواری رقابتی و دوچرخه‌سواری بی‌ام‌ایکس در سال ۲۰۰۹ شروع به ساخت و در سال ۲۰۱۱ تکمیل شده‌است.